# 7 de 8
El 7 de 8 és un castell de 8 pisos d'alçada i 7 persones per pis. Aquesta estructura és de forma composta, amb un 4 de 8 i un 3 de 8 que s'agafa a una de les rengles del quatre, coronat per dues parelles de dosos i dos aixecadors. L'enxaneta, en canvi, és únic i ha de traspassar els dos poms de dalt de forma consecutiva amb dues aletes.

## Història
El set és una estructura de nova invenció, es va veure per primer cop en la història de vuit pisos el 15 de maig del 2011 a la diada Fires de Maig a Vilafranca del Penedès per part dels Castellers de Vilafranca, que el van descarregar al primer intent. El 22 d'octubre del mateix any, en la diada de l'Esperidió de Tarragona, la Colla Jove Xiquets de Tarragona va descarregar, també al primer intent, aquest castell per primera vegada.
Al llarg de la temporada 2012, també la Colla Joves Xiquets de Valls, els Capgrossos de Mataró els Castellers de Barcelona, els Castellers de Sants i els Castellers de la Vila de Gràcia el van incorporar al seu repertori. La temporada 2013 se'l van anotar els Minyons de Terrassa i els Castellers de Sabadell. La temporada 2016 també se'l van anotar els Marrecs de Salt, tot i que en un primer intent només el van poder carregar, en el segon el varen descarregar, i també se'l van fer seu els Castellers de Sant Cugat i els Xics de Granollers. L'any 2017 va ser descarregat pels Xicots de Vilafranca, l'any 2018 pels Nens del Vendrell, l'any 2022 pels Moixiganguers d'Igualada i l'any 2023 pels Xiquets de Tarragona. Si bé algunes colles tan sols l'han realitzat una vegada, d'altres l'hi han donat un major protagonisme.

## Cronologia
La següent taula mostra una cronologia dels intents de 7 de 8 fets el 2011 i 2012. Hi figuren les colles que l'han intentat, la data, la diada, la plaça, el resultat del castell, els altres castells intentats en l'actuació i un comentari de cada una de les temptatives.
| \| Núm. \| Colla \| Data \| Diada \| Plaça \| Resultat \| Actuació \| Notes \| \| ---- \| ------------------------------- \| -------------------------- \| ------------------------------------------------- \| ------------------------------------------------ \| ----------- \| ------------------------------------ \| --------------------------------------------------------------------------------------------------------------------------- \| \| 1 \| Castellers de Vilafranca \| 15 de maig de 2011 \| Fires de Maig \| Plaça de la Vila, Vilafranca del Penedès \| Descarregat \| 4de8a, 3de9f, 7de8, Pde7f \| Primer intent de 7de8 de la història. Primer 7de8 carregat de la història. Primer 7de8 descarregat de la història. \| \| 2 \| Colla Jove Xiquets de Tarragona \| 22 d'octubre de 2011[3][4] \| Diada de l'Espiridió \| Pla de la Seu, Tarragona \| Descarregat \| 5de8, 7de8, 4de8a, Pde6(c) \| Primer descarregat de la Colla Jove Xiquets de Tarragona. Segona colla que descarrega el 7de8. \| \| 3 \| Castellers de Vilafranca \| 20 de maig de 2012 \| Fires de Maig \| Plaça de la Vila, Vilafranca del Penedès \| Descarregat \| 4de8a, 3de9f, 7de8, Pde7f \| Segon descarregat dels Castellers de Vilafranca. Primer descarregat a la temporada 2012. \| \| 4 \| Colla Joves Xiquets de Valls \| 3 de juny de 2012 \| 86è Aniversari dels Nens del Vendrell \| Plaça Vella, El Vendrell \| Descarregat \| 5de8, 7de8, 4de8 \| Primer descarregat de la Colla Joves Xiquets de Valls. Tercera colla que descarrega el 7de8. \| \| 5 \| Colla Joves Xiquets de Valls \| 1 d'agost de 2012 \| 58a edició del Firagost \| Plaça del Blat de Valls \| Descarregat \| 5de8, 3de9f, 7de8 \| Segon descarregat de la Colla Joves Xiquets de Valls. Primer 7de8 descarregat a Valls. \| \| 6 \| Colla Joves Xiquets de Valls \| 12 d'agost de 2012 \| Festa Major de Llorenç del Penedès \| Llorenç del Penedès \| Descarregat \| 5de8, 3de9f, 7de8 \| Tercer descarregat de la Colla Joves Xiquets de Valls. Primer 7de8 descarregat a Llorenç del Penedès. \| \| 7 \| Colla Joves Xiquets de Valls \| 15 d'agost de 2012 \| Festa Major de la Bisbal del Penedès \| Carrer del Doctor Robert, La Bisbal del Penedès \| Descarregat \| 3de9f, 4de9f, 7de8 \| Quart descarregat de la Colla Joves Xiquets de Valls. Primer 7de8 descarregat a la Bisbal del Penedès. \| \| 8 \| Colla Joves Xiquets de Valls \| 26 d'agost de 2012 \| Festa Major d'Igualada \| Igualada \| Descarregat \| 5de8, 3de9f, 7de8 \| Cinquè descarregat de la Colla Joves Xiquets de Valls. Primer 7de8 descarregat a Igualada. \| \| 9 \| Castellers de Vilafranca \| 31 d'agost de 2012 \| Diada de Sant Ramon \| Plaça de la Vila, Vilafranca del Penedès \| Descarregat \| 4de9f, 3de9f, 7de8 \| Tercer descarregat dels Castellers de Vilafranca. \| \| 10 \| Capgrossos de Mataró \| 23 de setembre de 2012 \| Festa Major de Sant Mateu \| Plaça de Santa Magdalena, Esplugues de Llobregat \| Descarregat \| 7de8, 3de9f, 5de8 \| Primer descarregat dels Capgrossos de Mataró. Quarta colla que descarrega el 7de8. \| \| 11 \| Castellers de Barcelona \| 23 de setembre de 2012 \| Diada de la Mercè de colles convidades \| Plaça de Sant Jaume, Barcelona \| Descarregat \| 5de8, 3de9f(i), 7de8, 2de8f, Pde6(c) \| Primer descarregat dels Castellers de Barcelona. Cinquena colla que descarrega el 7de8. \| \| 12 \| Castellers de Barcelona \| 24 de setembre de 2012 \| Diada de la Mercè de colles locals \| Plaça de Sant Jaume, Barcelona \| Descarregat \| 3de8, 7de8, 5de8, Pde6(c) \| Segon descarregat dels Castellers de Barcelona. \| \| 13 \| Castellers de Sants \| 7 d'octubre de 2012 \| XXIV Concurs de castells de Tarragona \| Tarraco Arena Plaça, Tarragona \| Descarregat \| 5de8, 3de9f(c), 7de8 \| Primer descarregat dels Castellers de Sants. Sisena colla que descarrega el 7de8. \| \| 14 \| Castellers de Barcelona \| 7 d'octubre de 2012 \| XXIV Concurs de castells de Tarragona \| Tarraco Arena Plaça, Tarragona \| Descarregat \| 5de8, 7de8, 3de9f(i), 4de8 \| Tercer descarregat dels Castellers de Barcelona. \| \| 15 \| Castellers de Barcelona \| 14 d'octubre de 2012 \| Festa Major de les Corts \| Barcelona \| Descarregat \| 5de8, 7de8, 3de8, Pde6(i) \| Quart descarregat dels Castellers de Barcelona. \| \| 16 \| Castellers de Vilafranca \| 27 d'octubre de 2012 \| XX Diada de la Colla Jove de Castellers de Sitges \| Sitges \| Descarregat \| 7de8, 4de9f, 2de8f \| Quart descarregat dels Castellers de Vilafranca. Prova del posterior 7 de 9 amb folre descarregat l'1 de novembre del 2012. \| \| 17 \| Castellers de Barcelona \| 28 d'octubre de 2012 \| Diada del Roser \| Plaça de la Vila, Vilafranca del Penedès \| Descarregat \| 5de8, 2de8f (id), 7de8, 3de8 \| Cinquè descarregat dels Castellers de Barcelona. \| \| 18 \| Castellers de Sants \| 1 de novembre de 2012 \| Diada de Tots Sants \| Plaça de la Vila, Vilafranca del Penedès \| Descarregat \| 5de8, 3de9f(c), 7de8 \| Segon descarregat dels Castellers de Sants. \| \| 19 \| Castellers de Barcelona \| 11 de novembre de 2012 \| Festa Major del El Clot - Camp de l'Arpa \| Barcelona \| Descarregat \| 5de8, 3de9f(c), 7de8 \| Sisè descarregat pels Castellers de Barcelona. \| \| 20 \| Castellers de Barcelona \| 18 de novembre de 2012 \| XXIV Diada dels Minyons de Terrassa \| Raval de Montserrat, Terrassa \| Descarregat \| 5de8, 3de9f(c), 7de8 \| Setè descarregat pels Castellers de Barcelona. \| \| 21 \| Castellers de Sants \| 18 de novembre de 2012 \| XXIV Diada dels Minyons de Terrassa \| Raval de Montserrat, Terrassa \| Descarregat \| 3de9f, 5de8, 7de8 \| Tercer descarregat pels Castellers de Sants. \| \| 22 \| Castellers de la Vila de Gràcia \| 18 de novembre de 2012 \| Diada dels Castellers de la Vila de Gràcia \| Plaça de la Vila de Gràcia, Barcelona \| Descarregat \| 5de8(id), 3de8, 5de8(id), 4de8, 7de8 \| Primer descarregat dels Castellers de la Vila de Gràcia. Setena colla que descarregà el 7de8. \| Font: Base de Dades de la Coordinadora de Colles Castelleres de Catalunya – Colla Jove Xiquets de Tarragona |                                 |                        |                                                   |                                                  |             |                                      | |
| Núm. | Colla                           | Data                   | Diada                                             | Plaça                                            | Resultat    | Actuació                             | Notes |
| 1 | Castellers de Vilafranca        | 15 de maig de 2011     | Fires de Maig                                     | Plaça de la Vila, Vilafranca del Penedès         | Descarregat | 4de8a, 3de9f, 7de8, Pde7f            | Primer intent de 7de8 de la història. Primer 7de8 carregat de la història. Primer 7de8 descarregat de la història.          |
| 2 | Colla Jove Xiquets de Tarragona | 22 d'octubre de 2011   | Diada de l'Espiridió                              | Pla de la Seu, Tarragona                         | Descarregat | 5de8, 7de8, 4de8a, Pde6(c)           | Primer descarregat de la Colla Jove Xiquets de Tarragona. Segona colla que descarrega el 7de8.                              |
| 3 | Castellers de Vilafranca        | 20 de maig de 2012     | Fires de Maig                                     | Plaça de la Vila, Vilafranca del Penedès         | Descarregat | 4de8a, 3de9f, 7de8, Pde7f            | Segon descarregat dels Castellers de Vilafranca. Primer descarregat a la temporada 2012.                                    |
| 4 | Colla Joves Xiquets de Valls    | 3 de juny de 2012      | 86è Aniversari dels Nens del Vendrell             | Plaça Vella, El Vendrell                         | Descarregat | 5de8, 7de8, 4de8                     | Primer descarregat de la Colla Joves Xiquets de Valls. Tercera colla que descarrega el 7de8.                                |
| 5 | Colla Joves Xiquets de Valls    | 1 d'agost de 2012      | 58a edició del Firagost                           | Plaça del Blat de Valls                          | Descarregat | 5de8, 3de9f, 7de8                    | Segon descarregat de la Colla Joves Xiquets de Valls. Primer 7de8 descarregat a Valls.                                      |
| 6 | Colla Joves Xiquets de Valls    | 12 d'agost de 2012     | Festa Major de Llorenç del Penedès                | Llorenç del Penedès                              | Descarregat | 5de8, 3de9f, 7de8                    | Tercer descarregat de la Colla Joves Xiquets de Valls. Primer 7de8 descarregat a Llorenç del Penedès.                       |
| 7 | Colla Joves Xiquets de Valls    | 15 d'agost de 2012     | Festa Major de la Bisbal del Penedès              | Carrer del Doctor Robert, La Bisbal del Penedès  | Descarregat | 3de9f, 4de9f, 7de8                   | Quart descarregat de la Colla Joves Xiquets de Valls. Primer 7de8 descarregat a la Bisbal del Penedès.                      |
| 8 | Colla Joves Xiquets de Valls    | 26 d'agost de 2012     | Festa Major d'Igualada                            | Igualada                                         | Descarregat | 5de8, 3de9f, 7de8                    | Cinquè descarregat de la Colla Joves Xiquets de Valls. Primer 7de8 descarregat a Igualada.                                  |
| 9 | Castellers de Vilafranca        | 31 d'agost de 2012     | Diada de Sant Ramon                               | Plaça de la Vila, Vilafranca del Penedès         | Descarregat | 4de9f, 3de9f, 7de8                   | Tercer descarregat dels Castellers de Vilafranca.                                                                           |
| 10 | Capgrossos de Mataró            | 23 de setembre de 2012 | Festa Major de Sant Mateu                         | Plaça de Santa Magdalena, Esplugues de Llobregat | Descarregat | 7de8, 3de9f, 5de8                    | Primer descarregat dels Capgrossos de Mataró. Quarta colla que descarrega el 7de8.                                          |
| 11 | Castellers de Barcelona         | 23 de setembre de 2012 | Diada de la Mercè de colles convidades            | Plaça de Sant Jaume, Barcelona                   | Descarregat | 5de8, 3de9f(i), 7de8, 2de8f, Pde6(c) | Primer descarregat dels Castellers de Barcelona. Cinquena colla que descarrega el 7de8.                                     |
| 12 | Castellers de Barcelona         | 24 de setembre de 2012 | Diada de la Mercè de colles locals                | Plaça de Sant Jaume, Barcelona                   | Descarregat | 3de8, 7de8, 5de8, Pde6(c)            | Segon descarregat dels Castellers de Barcelona.                                                                             |
| 13 | Castellers de Sants             | 7 d'octubre de 2012    | XXIV Concurs de castells de Tarragona             | Tarraco Arena Plaça, Tarragona                   | Descarregat | 5de8, 3de9f(c), 7de8                 | Primer descarregat dels Castellers de Sants. Sisena colla que descarrega el 7de8.                                           |
| 14 | Castellers de Barcelona         | 7 d'octubre de 2012    | XXIV Concurs de castells de Tarragona             | Tarraco Arena Plaça, Tarragona                   | Descarregat | 5de8, 7de8, 3de9f(i), 4de8           | Tercer descarregat dels Castellers de Barcelona.                                                                            |
| 15 | Castellers de Barcelona         | 14 d'octubre de 2012   | Festa Major de les Corts                          | Barcelona                                        | Descarregat | 5de8, 7de8, 3de8, Pde6(i)            | Quart descarregat dels Castellers de Barcelona.                                                                             |
| 16 | Castellers de Vilafranca        | 27 d'octubre de 2012   | XX Diada de la Colla Jove de Castellers de Sitges | Sitges                                           | Descarregat | 7de8, 4de9f, 2de8f                   | Quart descarregat dels Castellers de Vilafranca. Prova del posterior 7 de 9 amb folre descarregat l'1 de novembre del 2012. |
| 17 | Castellers de Barcelona         | 28 d'octubre de 2012   | Diada del Roser                                   | Plaça de la Vila, Vilafranca del Penedès         | Descarregat | 5de8, 2de8f (id), 7de8, 3de8         | Cinquè descarregat dels Castellers de Barcelona.                                                                            |
| 18 | Castellers de Sants             | 1 de novembre de 2012  | Diada de Tots Sants                               | Plaça de la Vila, Vilafranca del Penedès         | Descarregat | 5de8, 3de9f(c), 7de8                 | Segon descarregat dels Castellers de Sants.                                                                                 |
| 19 | Castellers de Barcelona         | 11 de novembre de 2012 | Festa Major del El Clot - Camp de l'Arpa          | Barcelona                                        | Descarregat | 5de8, 3de9f(c), 7de8                 | Sisè descarregat pels Castellers de Barcelona.                                                                              |
| 20 | Castellers de Barcelona         | 18 de novembre de 2012 | XXIV Diada dels Minyons de Terrassa               | Raval de Montserrat, Terrassa                    | Descarregat | 5de8, 3de9f(c), 7de8                 | Setè descarregat pels Castellers de Barcelona.                                                                              |
| 21 | Castellers de Sants             | 18 de novembre de 2012 | XXIV Diada dels Minyons de Terrassa               | Raval de Montserrat, Terrassa                    | Descarregat | 3de9f, 5de8, 7de8                    | Tercer descarregat pels Castellers de Sants.                                                                                |
| 22 | Castellers de la Vila de Gràcia | 18 de novembre de 2012 | Diada dels Castellers de la Vila de Gràcia        | Plaça de la Vila de Gràcia, Barcelona            | Descarregat | 5de8(id), 3de8, 5de8(id), 4de8, 7de8 | Primer descarregat dels Castellers de la Vila de Gràcia. Setena colla que descarregà el 7de8.                               |

## Valoració/Puntuació
Aquest castell no es va afegir fins al 2012 a la taula de puntuacions del XXIV Concurs de castells de Tarragona. En aquesta edició es va situar el 7 de 8 descarregat per sota del 5 de 8 i per sobre del 3 de 8 amb l'agulla carregat, i el 7 de 8 carregat per sota del 5 de 8 carregat i per sobre del 2 de 8 amb folre descarregat.

## Colles
Actualitzat el 31 de desembre de 2024
Actualment hi ha 18 colles castelleres que han assolit el 7 de 8, i totes l'han carregat i descarregat al primer intent, excepte els Marrecs de Salt i els Xics de Granollers, que només el van carregar a la primera temptativa, els Xiquets de Tarragona, que van fer alguns intents desmuntats, i els Castellers de Lleida que van fer un intent desmuntat just abans de descarregar-lo. La taula següent mostra la data, diada i plaça en què les colles el carregaren o descarregaren per primera vegada:
| Núm. | Colla                           | Carregat               | Diada                                 | Plaça                                            | Descarregat            | Diada                                 | Plaça                                            |
| ---- | ------------------------------- | ---------------------- | ------------------------------------- | ------------------------------------------------ | ---------------------- | ------------------------------------- | ------------------------------------------------ |
| 1    | Castellers de Vilafranca        | 15 de maig de 2011     | Fires de Maig                         | Plaça de la Vila, Vilafranca del Penedès         | 15 de maig de 2011     | Fires de Maig                         | Plaça de la Vila, Vilafranca del Penedès         |
| 2    | Colla Jove Xiquets de Tarragona | 22 d'octubre de 2011   | Diada de l'Espiridió                  | Pla de la Seu, Tarragona                         | 22 d'octubre de 2011   | Diada de l'Esperidió                  | Pla de la Seu, Tarragona                         |
| 3    | Colla Joves Xiquets de Valls    | 3 de juny de 2012      | LXXXVI Diada dels Nens del Vendrell   | Plaça Vella, El Vendrell                         | 3 de juny de 2012      | LXXXVI Diada dels Nens del Vendrell   | Plaça Vella, El Vendrell                         |
| 4    | Capgrossos de Mataró            | 23 de setembre de 2012 | Festa Major de Sant Mateu             | Plaça de Santa Magdalena, Esplugues de Llobregat | 23 de setembre de 2012 | Festa Major de Sant Mateu             | Plaça de Santa Magdalena, Esplugues de Llobregat |
| 5    | Castellers de Barcelona         | 23 de setembre de 2012 | Diada de la Mercè                     | Plaça de Sant Jaume, Barcelona                   | 23 de setembre de 2012 | Diada de la Mercè                     | Plaça de Sant Jaume, Barcelona                   |
| 6    | Castellers de Sants             | 7 d'octubre de 2012    | XXIV Concurs de castells de Tarragona | Tarraco Arena Plaça, Tarragona                   | 7 d'octubre de 2012    | XXIV Concurs de castells de Tarragona | Tarraco Arena Plaça, Tarragona                   |
| 7    | Castellers de la Vila de Gràcia | 18 de novembre de 2012 | XVI Diada de la Colla                 | Plaça de la Vila de Gràcia, Barcelona            | 18 de novembre de 2012 | XVI Diada de la Colla                 | Plaça de la Vila de Gràcia, Barcelona            |
| 8    | Minyons de Terrassa             | 2 de juny de 2013      | Festa Major de Cornellà de Llobregat  | Plaça de l'Església, Cornellà de Llobregat       | 2 de juny de 2013      | Festa Major de Cornellà de Llobregat  | Plaça de l'església, Cornellà de Llobregat       |
| 9    | Castellers de Sabadell          | 27 d'octubre de 2013   | XX Diada dels Saballuts               | Plaça de Sant Roc, Sabadell                      | 27 d'octubre de 2013   | XX Diada dels Saballuts               | Plaça de Sant Roc, Sabadell                      |
| 10   | Marrecs de Salt                 | 24 de juliol de 2016   | Festa Major de Salt                   | Plaça de Lluís Companys, Salt                    | 1 d'octubre de 2016    | XXVI Concurs de castells de Tarragona | Tarraco Arena Plaça, Tarragona                   |
| 11   | Castellers de Sant Cugat        | 1 d'octubre de 2016    | XXVI Concurs de castells de Tarragona | Tarraco Arena Plaça, Tarragona                   | 1 d'octubre de 2016    | XXVI Concurs de castells de Tarragona | Tarraco Arena Plaça, Tarragona                   |
| 12   | Xics de Granollers              | 13 de novembre de 2016 | XXV Diada dels Xics de Granollers     | Plaça de la Porxada, Granollers                  | 12 de novembre de 2017 | XXVI Diada dels Xics de Granollers    | Plaça de la Porxada, Granollers                  |
| 13   | Xicots de Vilafranca            | 29 d'agost de 2017     | Diada de Vigília de Sant Fèlix        | Plaça de la Vila, Vilafranca del Penedès         | 29 d'agost de 2017     | Diada de Vigília de Sant Fèlix        | Plaça de la Vila, Vilafranca del Penedès         |
| 14   | Nens del Vendrell               | 14 d'octubre de 2018   | Diada de Santa Teresa                 | Plaça Vella, El Vendrell                         | 14 d'octubre de 2018   | Diada de Santa Teresa                 | Plaça Vella, El Vendrell                         |
| 15   | Moixiganguers d'Igualada        | 19 de juny de 2022     | Diada de La Grallada                  | Plaça de les Cols, Vilanova i la Geltrú          | 19 de juny de 2022     | Diada de La Grallada                  | Plaça de les Cols, Vilanova i la Geltrú          |
| 16   | Xiquets de Tarragona            | 29 de juliol de 2023   | Festa Major d'Estiu a Vila-seca       | Plaça de l'Església, Vila-seca                   | 29 de juliol de 2023   | Festa Major d'Estiu a Vila-seca       | Plaça de l'Església, Vila-seca                   |
| 17   | Xiquets de Reus                 | 27 de juliol de 2024   | Diada de Santa Anna                   | Plaça de la Farinera, Reus                       | 27 de juliol de 2024   | Diada de Santa Anna                   | Plaça de la Farinera, Reus                       |
| 18   | Castellers de Lleida            | 29 de setembre de 2024 | Diada de Sant Miquel                  | Plaça de la Paeria, Lleida                       | 29 de setembre de 2024 | Diada de Sant Miquel                  | Plaça de la Paeria, Lleida                       |

## Estadística
| Resultat              |
| --------------------- |
| Descarregat (D)       |
| Carregat (C)          |
| Intent (I)            |
| Intent desmuntat (ID) |

Actualitzat el 31 de desembre de 2024

### Nombre de vegades

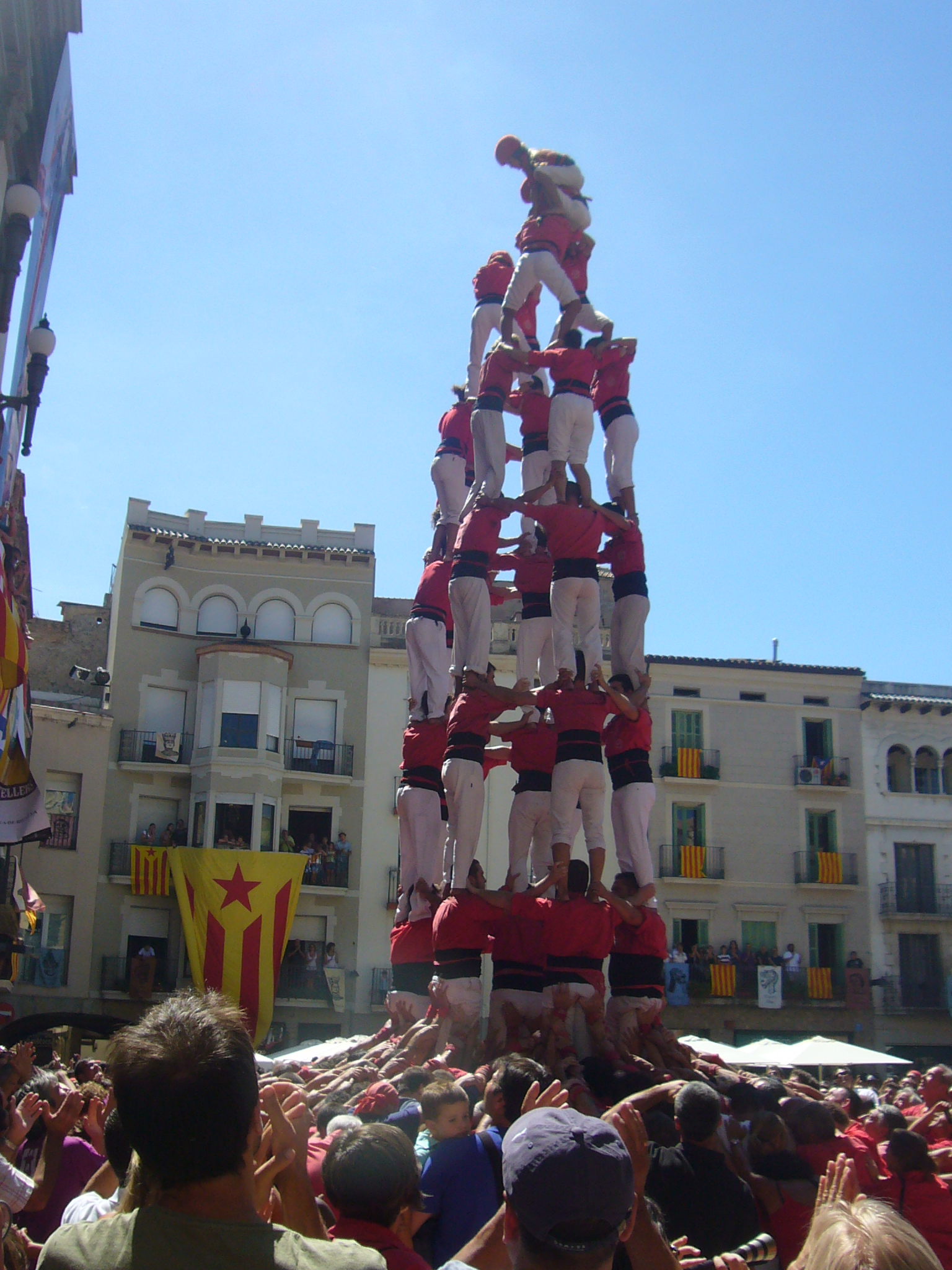
7 de 8 descarregat per la Colla Joves dels Xiquets de Valls a la Festa Major d'Igualada del 2012

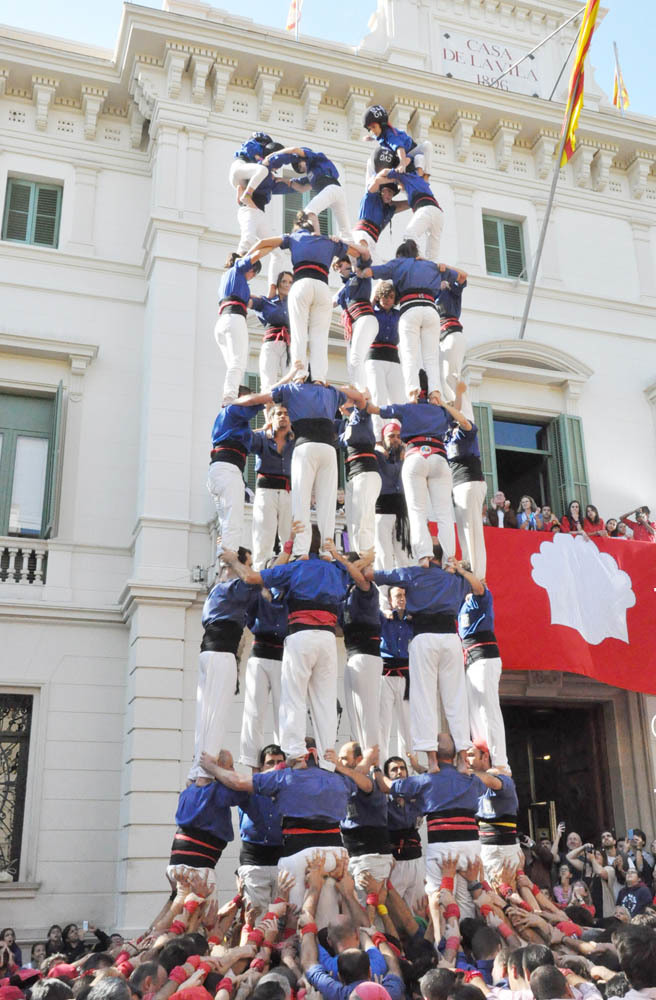
7 de 8 dels Castellers de la Vila de Gràcia fet a Sarrià l'octubre del 2013.

S'han fet més d'un centenar de temptatives d'aquest castell entre 18 colles diferents. A continuació hi ha les seves dades estadístiques.
| Colla                           | Resultats globals | Resultats globals | Resultats globals | Resultats globals | Total | Resultats parcials | Resultats parcials | Resultats parcials |
| Colla                           | D                 | C                 | I                 | ID                | Total | Assolit (D+C)      | No assolit (I+ID)  | Caigudes (C+I)     |
| ------------------------------- | ----------------- | ----------------- | ----------------- | ----------------- | ----- | ------------------ | ------------------ | ------------------ |
| Castellers de Sabadell          | 36                | 0                 | 1                 | 4                 | 41    | 36                 | 5                  | 1                  |
| Castellers de la Vila de Gràcia | 32                | 1                 | 0                 | 5                 | 38    | 33                 | 5                  | 1                  |
| Castellers de Vilafranca        | 20                | 0                 | 0                 | 1                 | 21    | 20                 | 1                  | 0                  |
| Castellers de Barcelona         | 16                | 3                 | 0                 | 2                 | 21    | 19                 | 2                  | 3                  |
| Minyons de Terrassa             | 10                | 0                 | 0                 | 1                 | 11    | 10                 | 1                  | 0                  |
| Castellers de Sants             | 10                | 0                 | 1                 | 1                 | 12    | 10                 | 2                  | 1                  |
| Colla Joves Xiquets de Valls    | 8                 | 1                 | 0                 | 0                 | 9     | 9                  | 0                  | 1                  |
| Colla Jove Xiquets de Tarragona | 8                 | 0                 | 0                 | 0                 | 8     | 8                  | 0                  | 0                  |
| Xiquets de Tarragona            | 6                 | 0                 | 0                 | 8                 | 14    | 6                  | 8                  | 0                  |
| Moixiganguers d'Igualada        | 5                 | 1                 | 0                 | 0                 | 6     | 6                  | 0                  | 1                  |
| Capgrossos de Mataró            | 5                 | 0                 | 0                 | 2                 | 7     | 5                  | 2                  | 0                  |
| Nens del Vendrell               | 5                 | 0                 | 0                 | 0                 | 5     | 5                  | 0                  | 0                  |
| Xiquets de Reus                 | 3                 | 0                 | 0                 | 0                 | 3     | 3                  | 0                  | 0                  |
| Castellers de Lleida            | 2                 | 0                 | 0                 | 1                 | 3     | 2                  | 1                  | 0                  |
| Xicots de Vilafranca            | 2                 | 0                 | 0                 | 0                 | 2     | 2                  | 0                  | 0                  |
| Castellers de Sant Cugat        | 2                 | 0                 | 0                 | 0                 | 2     | 2                  | 0                  | 0                  |
| Xics de Granollers              | 1                 | 2                 | 0                 | 3                 | 6     | 3                  | 3                  | 2                  |
| Marrecs de Salt                 | 1                 | 1                 | 0                 | 0                 | 2     | 2                  | 0                  | 1                  |
| Total                           | 172               | 9                 | 2                 | 28                | 211   | 181                | 30                 | 11                 |
| Percentatge                     | 82%               | 4%                | 1%                | 13%               | 100%  | 86%                | 14%                | 5%                 |

### Poblacions
Fins a l'actualitat el 7 de 8 s'ha intentat a 31 poblacions diferents. En totes hi ha estat descarregat almenys una vegada, excepte Salt i Berga, on només s'ha carregat.
| Núm.  | Població               | D   | C | I | ID | Total |
| ----- | ---------------------- | --- | - | - | -- | ----- |
| 1     | Barcelona              | 54  | 3 | 0 | 6  | 63    |
| 2     | Vilafranca del Penedès | 18  | 0 | 0 | 2  | 20    |
| 3     | Tarragona              | 17  | 0 | 1 | 7  | 25    |
| 4     | Sabadell               | 15  | 1 | 0 | 2  | 18    |
| 5     | Terrassa               | 10  | 0 | 0 | 1  | 11    |
| 6     | Reus                   | 8   | 0 | 0 | 1  | 9     |
| 7     | Mataró                 | 5   | 0 | 0 | 4  | 9     |
| 8     | Cornellà de Llobregat  | 4   | 0 | 0 | 0  | 4     |
| 9     | Sant Cugat del Vallès  | 4   | 0 | 0 | 0  | 4     |
| 10    | Vilanova i la Geltrú   | 4   | 0 | 0 | 0  | 4     |
| 11    | El Vendrell            | 4   | 0 | 0 | 0  | 4     |
| 12    | Barberà del Vallès     | 3   | 1 | 1 | 0  | 5     |
| 13    | Valls                  | 3   | 1 | 0 | 0  | 4     |
| 14    | Sitges                 | 3   | 0 | 0 | 1  | 4     |
| 15    | Igualada               | 3   | 0 | 0 | 0  | 3     |
| 16    | Llorenç del Penedès    | 2   | 0 | 0 | 0  | 2     |
| 17    | Lloret de Mar          | 2   | 0 | 0 | 0  | 2     |
| 18    | Altafulla              | 2   | 0 | 0 | 0  | 2     |
| 19    | Granollers             | 1   | 1 | 0 | 3  | 5     |
| 20    | Lleida                 | 1   | 0 | 0 | 1  | 2     |
| 21    | La Bisbal del Penedès  | 1   | 0 | 0 | 0  | 1     |
| 22    | Esplugues de Llobregat | 1   | 0 | 0 | 0  | 1     |
| 23    | Montmeló               | 1   | 0 | 0 | 0  | 1     |
| 24    | Milà                   | 1   | 0 | 0 | 0  | 1     |
| 25    | Begues                 | 1   | 0 | 0 | 0  | 1     |
| 26    | Badalona               | 1   | 0 | 0 | 0  | 1     |
| 27    | Cervera                | 1   | 0 | 0 | 0  | 1     |
| 28    | Vilallonga del Camp    | 1   | 0 | 0 | 0  | 1     |
| 29    | Vila-seca              | 1   | 0 | 0 | 0  | 1     |
| 30    | Salt                   | 0   | 1 | 0 | 0  | 1     |
| 31    | Berga                  | 0   | 1 | 0 | 0  | 1     |
| Total | Total                  | 171 | 9 | 2 | 28 | 210   |

## Variants

### Amb l'agulla
La temporada 2015 a Torredembarra, els Castellers de Vilafranca van fer el 7 de 8 amb l'agulla, un castell inèdit que mai cap colla havia portat a plaça. Es tracta d'un castell de vuit pisos d'estructura composta de set, la banda del quatre del qual és molt semblant a un 4 de 8 amb l'agulla.